# Agnieszka z Poitou
Agnieszka z Poitou (cesarzowa Agnieszka) (ur. w 1025, zm. 14 grudnia 1077 w Rzymie) – córka księcia Akwitanii Wilhelma V Wielkiego i jego żony Agnieszki, córki księcia Burgundii Otto Wilhelma.
Agnieszka była drugą żoną Henryka III (29 października 1017 - 5 października 1056) – cesarza rzymskiego, którego poślubiła 21 listopada 1043 w Besançon. Henryk był synem cesarza Konrada II i Gizeli, córki księcia Szwabii Hermana II. Henryk i Agnieszka mieli razem dwóch synów i cztery córki:
- Adelajda Szwabska (1045 – 11 stycznia 1096), ksieni w Gandersheim i Quedlinburgu
- Gizela (1047 w Rawennie – 6 maja 1053)
- Matylda (październik 1048 – 12 maja 1060), żona Rudolfa von Rheinfeld
- Henryk IV (11 listopada 1050 – 7 sierpnia 1106), cesarz rzymski
- Konrad II (wrzesień/październik 1052 – 10 kwietnia 1055), książę Bawarii
- Judyta Maria Szwabska (1054 – 14 marca po 1105), żona króla Węgier Salomona i księcia polskiego Władysława I Hermana

Po śmierci męża, w latach 1056–1068 Agnieszka na czas młodości swojego syna, Henryka IV sprawowała urząd regentki Świętego Cesarstwa Rzymskiego. Jej głównym doradcą był Henryk, biskup augsburski, powszechnie nienawidzony za arogancję i podejrzewany o związek z cesarzową. Jej niezdecydowana polityka względem niemieckich książąt spowodowała osłabienie Rzeszy. Krótko po Świętach Wielkanocnych 1062 roku została pozbawiona władzy przez arcybiskupa Kolonii Annona II i arcybiskupa Hamburga-Bremy Adalberta (którzy porwali jej syna). Bez syna, Agnieszka straciła pozycję polityczną i została zmuszona do ustąpienia. W 1065 roku udała się do Rzymu. W późnych latach jej życia udało jej się doprowadzić do zgody między swoim synem i jego przeciwnikami.
| 4. Wilhelm IV Żelazne Ramię |  |                         |  |  |                       |
|                             |  | 2. Wilhelm V Wielki     |  |  |                       |
| 5. Emma z Blois             |  |                         |  |  |                       |
|                             |  |                         |  |  | 1. Agnieszka z Poitou |
| 6. Otto Wilhelm             |  |                         |  |  |                       |
|                             |  | 3. Agnieszka Burgundzka |  |  |                       |
| 7. Ermentruda z Roucy       |  |                         |  |  |                       |
|                             |  |                         |  |  |                       |

## Ocena postaci
Historycy długo uważali, że Agnieszka z Poitou była słabą władczynią. Marie Luise Buhlst-Thiele traktuje poświęcenie się cesarzowej religii jako słabość. Wilhelm von Giesebrecht przypisuje Agnieszce charakter niezdecydowany i bojaźliwy. W swej Historii Niemieckiego Cesarstwa przedstawia ją jedynie na marginesie opisu dziejów jej silnego męża, cesarza Henryka III.
W ostatnich 20 latach poglądy historyków na Agnieszkę z Poitou uległy znaczącym zmianom. W tym kontekście można wymienić dwóch historyków, którzy zajęli się obszerniej jej tematyką. Pierwszy z nich to Tilmann Struve, który wyjaśnił, że wstąpienie cesarzowej do zakonu nie było bezpośrednią reakcją na bunt możnowładców z Kaiserswerth (porwanie jej syna) i że podróż Agnieszki do Rzymu miała miejsce dopiero w 1065. Może to sugerować, że cesarzowa nie zrezygnowała i nie wycofała się z odpowiedzialności, lecz tak długo jak to możliwe utrzymywała należne jej stanowisko regentki.
Ponadto Mechtild Black-Veldtrup napisała, oparte na krytyce źródeł, studium o Agnieszce z Poitou, w którym uwzględniła wiele nowych odkryć dotyczących zmienionego obrazu postaci cesarzowej. Tym niemniej wiele faktów z jej życia, głównie sprawa przewrotu z Kaiserswerth, pozostaje niejasne.